# Архиепархия Витория-да-Конкисты
 Архиепархия Витория-да-Конкисты  (лат. Archidioecesis Victoriensis de Conquista) — архиепархия Римско-Католической церкви с центром в городе Витория-да-Конкиста, Бразилия. В митрополию Витория-да-Конкисты входят епархии Бон-Жезус-да-Лапы, Жекие, Каэтите, Ливраменту-ди-Носа-Сеньоры. Кафедральным собором архиепархии Витория-да-Конкиста является церковь Пресвятой Девы Марии.

## История
27 июля 1957 года Римский папа Пий XII издал буллу Christus Iesus, которой учредил епархию Витория-да-Конкисты, выделив её из епархии Амаргозы. Первоначально епархия Витория-да-Конкисты входила в митрополию Сан-Салвадора-да-Баия.
7 ноября 1978 года епархия Витория-да-Конкисты передала часть своей территории в пользу возведения новой епархии Жекие.
16 января 2002 года Римский папа Иоанн Павел II выпустил буллу Sacrorum Antistites, которой возвёл епархию Витория-да-Конкисты в ранг архиепархии.

## Ординарии архиепархии
- епископ Jackson Berenguer Prado (16.04.1962 — 24.09.1962) — назначен епископом Фейра-ди-Сантаны;
- епископ Climério Almeida de Andrade (24.09.1962 — 24.05.1981);
- епископ Celso José Pinto da Silva (4.07.1981 — 21.02.2001) — назначен архиепископом Терезины;
- архиепископ Geraldo Lyrio Rocha (16.01.2002 — 11.04.2007) — назначен архиепископом Марианны;
- архиепископ Luís Gonzaga Silva Pepeu (11.06.2008 — 9.10.2019, в отставке);
- архиепископ Josafá Menezes da Silva (9.10.2019 — 13.03.2024) — назначен архиепископом Аракажу;
- архиепископ Vítor Agnaldo de Menezes (14.02.2025 — по настоящее время).

## Источник
- Annuario Pontificio, Libreria Editrice Vaticana, Città del Vaticano, 2003, ISBN 88-209-7422-3
- Булла Christus Iesus, AAS 50 (1958), p. 136 Архивировано 9 августа 2012 года.  (лат.)
- Булла Sacrorum Antistites Архивная копия от 12 сентября 2010 на Wayback Machine  (лат.)